# 林洙 (明朝进士)
林洙（1514年—？），字孔源，山東登州府寧海州文登縣人，民籍，明朝政治人物。

## 生平
嘉靖二十二年（1543年）癸卯科山東鄉試第五十九名舉人。嘉靖二十三年（1544年）聯捷甲辰科會試第一百九十名，登第二甲第四名進士。授户部主事，管淮安鈔关，榷税清江浦，升员外郎，管十庫，升郎中，月余卒于任。

## 家族
曾祖林俊；祖父林忠；父林用，省祭官。母姜氏；繼母姜氏。永感下。